# Изпотяване
Изпотяване, потене или потоотделяне е процес на отделяне на течности (най-общо наричани пот), секретирани от потните жлези в кожата на бозайниците.
При хората са налични два вида потни жлези – екринни и апокринни, като екринните жлези са разпределени в по-голямата част от тялото.
Изпотяването е основно средство за терморегулация, което се постига с отделянето на големи количества вода от екринните жлези. Максималното потоотделяне при един възрастен човек може да бъде до 2 – 4 литра на час или 10 – 14 литра на ден, но е по-малко при децата преди пубертета. Изпаряването на потта от повърхността на кожата има охлаждащ ефект, следователно повече пот ще се произвежда в по-горещо време или когато мускулите на тялото се загряват поради натоварване. Животните с по-малко потни жлези, като кучетата, постигат подобни резултати, като регулират температурата, чрез задъхване, при което се ускорява изпаряването на водата от лигавицата на устната кухина и фаринкса.
Потта допринася за телесната миризма, която се отделя при метаболизирането ѝ от различни полезни бактерии по кожата.

## Физиология при човек
Хората имат средно от два до четири милиона потни жлези, но колко пот се освобождава от всяка жлеза се определя от много фактори, като пол, генетика, условия на околната среда, възраст, физическо състояние и тегло. Две от основните причини за скоростта на потоотделянето са физическото състояние и теглото на индивида. Ако дадено лице тежи повече, то скоростта на отделяне на пот ще е вероятно по-голяма, тъй като организмът ще трябва да изразходва повече енергия, за да функционира и за да охлади по-голямото количество телесна маса.

## Нощно изпотяване
Нощното изпотяване е обилно отделяне на пот по време на сън при липса на външни обстоятелства като висока температура в стаята. Причините за нощното изпотяване могат да бъдат хормонални промени, страничен ефект от лекарства или заболяване.

## Химичен състав на потта
Потта е съставена предимно от вода. Във водата са разтворени различни минерали и микроелементи, млечна киселина и карбамид. Въпреки че съдържанието на минерали варира, някои измерени концентрации са:
- натрий (0,9 г/л)
- калий (0,2 г/л)
- калций (0,015 г/л)
- магнезий (0,0013 г/л)

От микроелементите с най-висока концентрация са:
- цинк (0,4 мг/л)
- мед (0,3 – 0,8 мг/л)
- желязо (1 мг/л)
- хром (0,1 мг/л)
- никел (0,05 мг/л)
- олово (0,05 мг/л)